# Quemas de iglesias canadienses en 2021
La quema de iglesias canadienses entre los meses de junio y julio de 2021 fue provocada en una serie de vandalismos, incendios provocados e incendios sospechosos que profanaron, dañaron o destruyeron 68 iglesias cristianas en dicho país. Coincidiendo con incendios, vandalismo y otros eventos destructivos, iglesias dañadas en todo Canadá, principalmente en la Columbia Británica. De estos, 25 fueron el resultado de incendios de todas las causas. Los funcionarios del gobierno canadiense, los miembros de la iglesia y los líderes indígenas canadienses han especulado que los incendios y otros actos de vandalismo han sido reacciones al descubrimiento de más de 1000 tumbas sin marcar en los sitios de las escuelas residenciales indígenas canadienses.

## Quema y vandalismo de iglesias

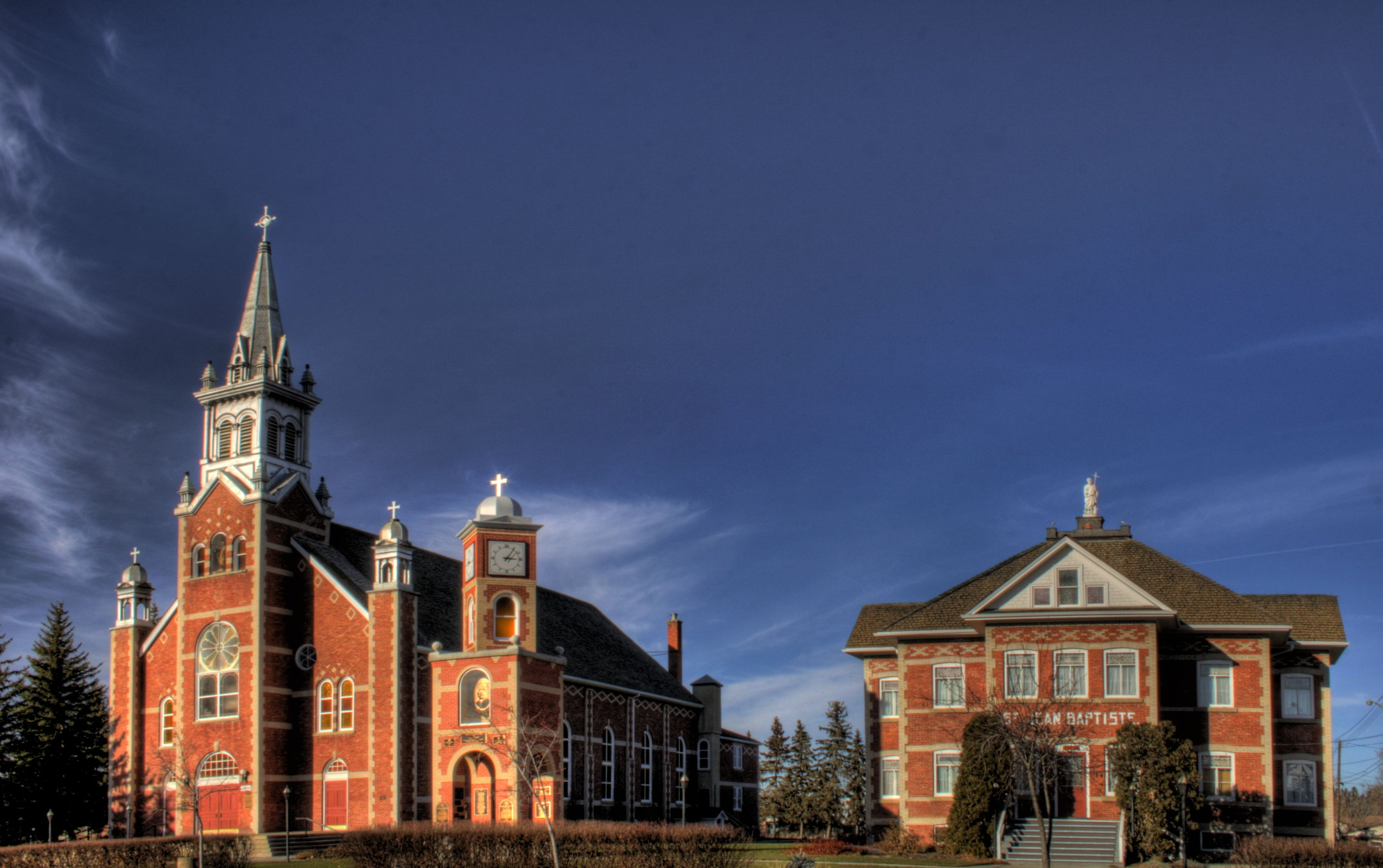
La iglesia St. Jean Baptiste de Morinville, Alberta, fue una de las incendiadas y ardió por completo el 30 de junio.

El 21 de junio de 2021, dos iglesias católicas de la Columbia Británica resultaron destruidas en sendos incendios. La Iglesia de la Misión del Corazón de Penticton y la Iglesia de la Misión de San Gregorio en tierras de Osoyoos estaban a 40 minutos de distancia entre sí. El 26 de junio, otras dos iglesias católicas de la Columbia Británica —la de Santa Ana, en tierras de Chuchuwayha, y la de Nuestra Señora de Lourdes, al servicio de Chopaka— también fueron destruidas por incendios declarados «sospechosos» por la policía. Ese día también se descubrió un incendio en una iglesia anglicana, pero se extinguió con daños mínimos. El 28 de junio, la iglesia católica de la Nación Siksika en Alberta sufrió daños y la Real Policía Montada de Canadá (RCMP) inició una investigación sobre su causa. La iglesia de Santa Kateri Tekakwitha en Indian Brook, Nueva Escocia, sufrió un incendio que causó daños en el edificio el 30 de junio de 2021.
En la noche del 1 al 2 de julio, dos incendios destruyeron una iglesia anglicana en tierras indígenas y dañaron otra. El incendio que destruyó la abandonada iglesia anglicana de San Pablo de New Hazelton (Columbia Británica), de 108 años de antigüedad, fue el segundo fuego sospechoso en esa iglesia en una semana; un incendio menor había dañado una puerta. A las autoridades les preocupaba que las llamas pudieran desencadenar nuevos incendios. El segundo incendio, también en la Columbia Británica, causó importantes daños a una parte de la iglesia anglicana de San Columbano, en Tofino. Una investigación de la RCMP se puso en marcha poco después de lo que la policía determinó inicialmente como un «artefacto incendiario» fue lanzado a través de la ventana de San Patricio Co-Catedral en Yellowknife, resultando en daños moderados. Otra iglesia católica de Peace River sufrió daños menores el 3 de julio; la RCMP confirmó que la causa fue un incendio provocado.
La iglesia católica de la Santísima Trinidad de Redberry Lake ardió hasta los cimientos la tarde del 8 de julio; este incendio también fue calificado de «sospechoso» por la RCMP. El 9 de julio, la iglesia católica de Nuestra Señora de la Misericordia fue destruida por un incendio provocado. La iglesia estaba situada en la nación Kehewin Cree, al sur de Bonnyville, y estaba prevista su demolición.
Tras sufrir un intento de incendio provocado el 14 de julio, la iglesia copta ortodoxa de San Jorge, en Surrey, quedó destruida por un incendio en la madrugada del 19 de julio. No se registraron heridos y la RCMP publicó imágenes de un sospechoso. Posteriormente, una mujer fue declarada culpable y condenada a penas de cárcel por el intento de incendio provocado el 14 de julio, aunque desde su detención hasta el juicio no se presentó ninguna prueba que relacionara el intento de incendio con el descubrimiento de restos en los alrededores de los internados.

### Estados Unidos
La iglesia católica del Espíritu Santo de Denver (Colorado) fue objeto de un grafiti el 28 de junio con la inscripción «1323+...» pintada en el exterior del edificio, que la Agencia Católica de Noticias relacionó con un informe del 25 de junio sobre el número de tumbas descubiertas hasta ese momento. En Portland, Oregón, cuatro parroquias católicas sufrieron actos de vandalismo en junio y julio de 2021. Entre las iglesias dañadas se encontraba la de San Patricio, que fue blanco varias veces de incendios y pintas con lemas anticolonialistas. Aunque algunos de los actos vandálicos se han relacionado directamente con las protestas por las tumbas de niños indios en antiguos internados católicos, se ha especulado que algunos de los daños están relacionados con el aumento general de los ataques vandálicos en la zona de Portland tras la pandemia de COVID-19.